# Solide géométrique
Pour les articles homonymes, voir Solide.
En géométrie dans l'espace, on définit en général le solide comme l'ensemble des points situés à l'intérieur d'une partie fermée de l'espace. On souhaite aussi, naturellement, que la surface délimitant le solide soit d'aire finie et que le volume du solide soit aussi fini.
Quelques exemples de solides usuels sont les parallélépipèdes (en particulier les cubes), les tétraèdres, les boules, les cylindres de révolution, les cônes ou encore les pyramides à base carrée.
Le solide est un objet naturel de notre environnement, c'est pourquoi il est si difficile d'en donner une définition rigoureuse.
Pour le physicien, 

« Le solide est un corps indéformable »

pour Euclide (livre XI) 

« est solide ce qui possède longueur et largeur et profondeur, et la limite d'un solide est une surface »

pour Leibniz (1679) 

« Le chemin suivi par un point se déplaçant vers un autre est une ligne. (...) Le déplacement d’une ligne dont les points ne se remplacent pas sans cesse donne une surface. Le déplacement d’une surface dont les points ne se remplacent pas sans cesse donne un solide. »

On confond généralement le solide et sa frontière, ainsi on trouve souvent le même nom pour un solide et pour la surface qui le délimite. Il n'y a que pour la sphère que l'on rencontre une distinction entre sphère (surface) et boule (solide).

## Géométrie du solide
La géométrie du solide est une des branches de la géométrie euclidienne. Elle étudie toutes les propriétés affines et métriques des solides : aire, volume, sections, incidence, symétrie, dualité... Elle s'appuie sur les propriétés de la géométrie dans l'espace. Le support de réflexion étant plan (papier ou écran d'ordinateur), il faut en outre développer des moyens de représentations comme le développement (ou patron), la section, la représentation en géométrie descriptive ou en perspective. En CAO et infographie, l'étude de la géométrie du solide va conduire à la modélisation de celui-ci en utilisant des outils puissant comme la topologie et la géométrie différentielle. Enfin les surfaces servant de frontières aux solides sont de bons candidats pour le développement des géométries non euclidiennes
Parmi les mathématiciens ayant travaillé sur la géométrie des solides, on peut citer 
- Pythagore et l'école des Pythagoriciens
- Platon qui fait l'inventaire des polyèdre réguliers et leur associe un élément constitutif de l'univers (le feu, l'air, la terre, l'univers et l'eau)
- Archimède, qui a développé les techniques de calcul de volume (le livre de la sphère et du cylindre)
- Pappus d'Alexandrie
- Les frères Banou Moussa (Livre sur la détermination des surfaces des figures planes et sphérique)
- Thabit Ibn Qurra puis plus tard Ibn al-Haytham pour les paraboloïdes
- Descartes
- Cavalieri et son principe

## Nomenclature
On cherche souvent à regrouper les solides en grandes familles suivant une de leurs particularités. La classification ci-dessous ne regroupe qu'une infime partie de l'ensemble des solides.

### Solides convexes
Ce sont très probablement les premiers solides étudiés. Il semble même que les anciens n'avaient pas envisagé que des solides puissent être non convexes. Un solide est convexe si, pour tous points A et B du solide, tous les points du segment [AB] appartiennent au solide. Une pyramide, une sphère par exemple sont convexes mais un tore ne l'est pas, ni un gnomon. De nombreux résultats ne sont valables que pour des solides convexes. La relation d'Euler, par exemple, valable pour tous les polyèdres convexes se généralise mal aux polyèdres non convexes. 

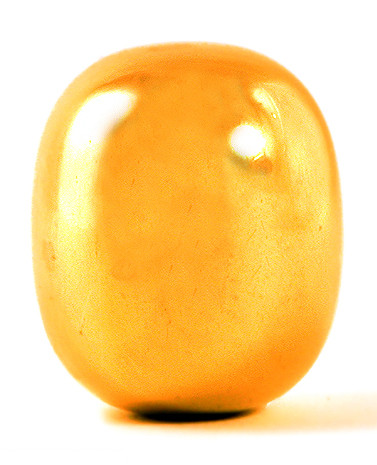
Solide convexe
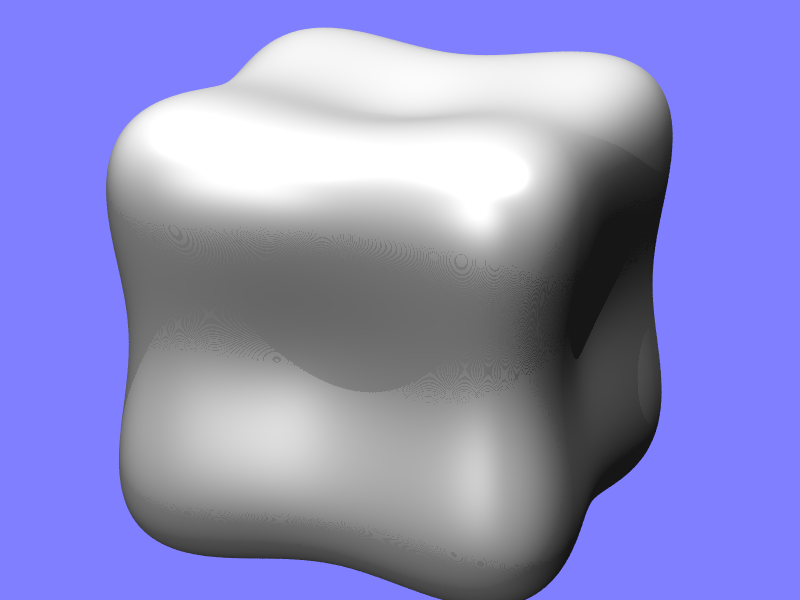
Solide concave (non convexe)

### Les polyèdres
Les polyèdres sont des solides délimités par des surfaces planes. Parmi ceux-ci, une attention particulière est apportée aux polyèdres réguliers et semi-réguliers. Le cube, le pavé, la pyramide sont des exemples simples de solides polyédriques. Parmi les polyèdres, la géométrie du solide s'est principalement intéressée aux polyèdres convexes. Ce n'est que plus récemment que l'on tente une nomenclature des polyèdres non convexes.

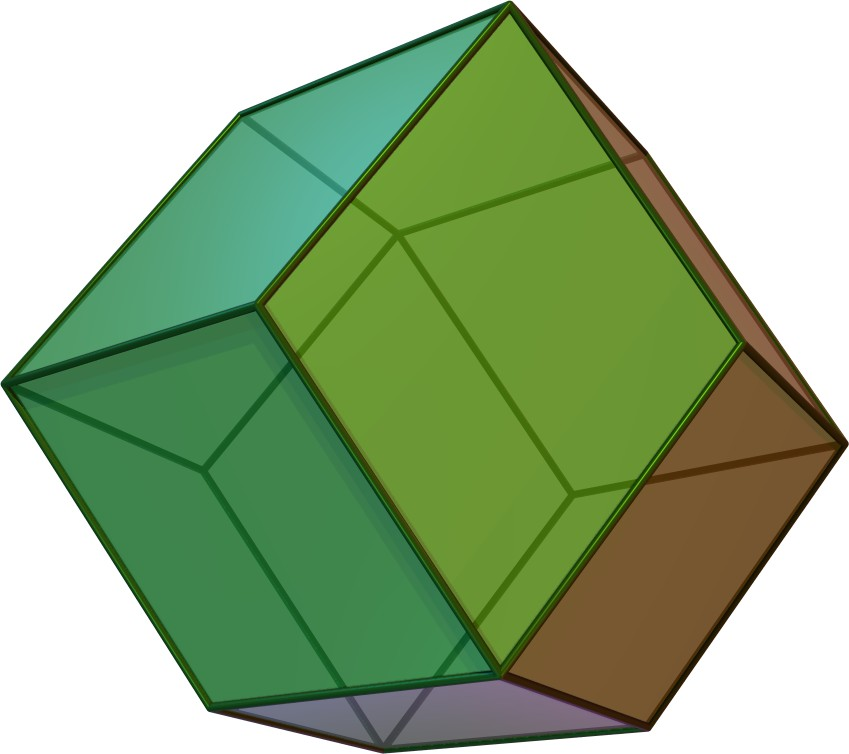
polyèdre convexe
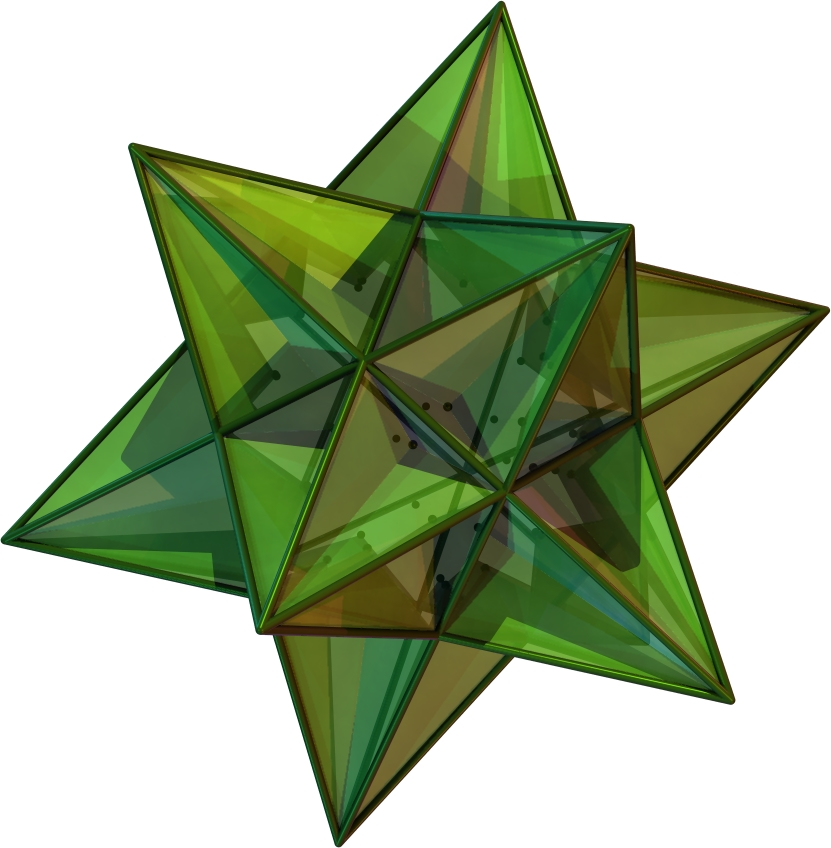
polyèdre concave ou non convexe

### Les cylindres et les prismes
Une droite se déplaçant dans l'espace le long d'une courbe en gardant une direction constante engendre une surface dite surface cylindrique ou cylindre. La droite est appelée une génératrice et la courbe, une courbe directrice. Un cylindre est alors un solide délimité par une surface cylindrique dont la courbe directrice est fermée et par deux plans parallèles entre eux mais non parallèles à la droite. Les deux surfaces planes sont appelés les bases du cylindre.
Parmi les cylindres, on distingue 
- les cylindres droits dans lesquels la droite et les plans sont perpendiculaires.
- les prismes dans lesquels la courbe directrice est un polygone. Si le polygone a n côtés, le prisme est alors un polyèdre dont n faces sont des parallélogrammes et  deux faces sont des polygones images l'un de l'autre par une translation.

Le volume du cylindre est toujours S × h où S est l'aire de la surface de base et h la distance séparant les deux bases.
L'aire du cylindre est 2S + P × h où S est la surface de base, P le périmètre de la base et h la distance séparant les deux bases

### Les cônes et les pyramides
Une droite se déplaçant sur une courbe et passant par un point fixe engendre une surface dite surface conique, les droites sont appelées droites génératrices, la courbe est appelée courbe directrice et le point est appelé sommet. Un cône est un solide délimité par une surface conique dont la courbe génératrice est fermé et par un plan qui n'est parallèle à aucune génératrice; la surface plane obtenue est appelé base du cône.
Parmi les cônes, on distingue
- les cônes droits dans lesquels la base possède un centre du symétrie tel que la droite joignant le sommet au centre de symétrie soit perpendiculaire à la base
- Les pyramides dans lesquelles la base est un polygone. Si le polygone a n côtés, la pyramide est alors un polyèdre dont n faces sont des triangles et dont la n+1ième face est le polygone.

Le volume du cône est toujours {\displaystyle {\frac {S\times h}{3}}} où S est l'aire de la surface de base  et h la distance séparant le sommet du plan de base, autrement dit la hauteur.
En coupant le solide selon un plan parallèle à la base, on obtient un cône tronqué

### Les solides de révolution
Un solide de révolution est engendré par une surface plane fermée tournant autour d'un axe situé dans le même plan qu'elle et ne possédant en commun avec elle aucun point ou seulement des points de sa frontière.
Le cylindre, la boule, le cône sont des exemples simples de solides de révolution.